# 성목황후
성목황후 곽씨(成穆皇后 郭氏, 1126년 ~ 1156년 6월 21일(음력 6월 2일))는 남송 효종의 첫번째 부인이며 광종의 어머니이다. 효종 즉위 이전에 사망하였다. 이후 효종이 즉위하여 황후로 추존되었다.

## 생애
개봉 출신으로 곽직경(郭直卿)의 손녀이다. 아버지는 곽함(郭瑊)이며, 어머니는 종친의 딸인 숙국부인이다. 1144년 효종이 보안군왕(普安郡王)이던 시절 혼인하여 함녕군부인(咸寧郡夫人)에 봉해졌다. 효종과의 사이에서 4남을 두었는데 이중 셋째 아들이 광종이다. 1156년(소흥 26년) 사망하였다. 숙국부인(淑國夫人)으로 추봉되었다가 1161년(소흥 35년) 복국부인(福國夫人)으로 추봉되었으며, 1162년(소흥 36년) 5월, 효종이 황태자에 책봉되면서 황태자비로 추존되었다. 같은 해 6월 효종이 고종의 선위를 받아 즉위하자 '공회(恭懷)'의 시호를 받고 황후로 추존되었다. 이후 시호가 안목(安穆)으로 개칭되었으며 1194년 효종이 붕어하고 영부릉에 합장되면서 시호가 '성목(成穆)'으로 개칭되었다.

## 가계

### 부모
- 부 : 곽함(郭瑊)
- 모 : 숙국부인(淑國夫人)

### 남편
- 효종(孝宗, 1127년 ~ 1194년) : 남송의 제2대 황제

### 자녀
- 장문태자(莊文太子) 조기(趙愭, 1144년 ~ 1167년)
- 위왕(魏王) 조개(趙愷, 1146년 ~ 1180년)
- 광종(光宗) 조돈(趙惇, 1147년 ~ 1200년) : 남송의 제3대 황제
- 소왕(邵王) 조각(趙恪)